# Abiba Tidou Sanogo
Pour les articles homonymes, voir Sanogo.
Abiba Tidou Sanogo, ou Professeure Tidou, est une universitaire ivoirienne née le 21 août 1959 à Bouaké au centre de la Côte d'Ivoire. Elle est enseignante chercheuse en écologie générale, militante féministe et personnalité politique.

## Biographie

### Formation, domaine de compétence, et recherche
Abiba Tidou Sanogo a obtenu un baccalauréat série scientifique au lycée jeunes filles de Bouaké. En outre, elle valide sa licence en sciences naturelles en 1983 à l'Université de Cocody, puis une maîtrise en zoologie et biologie animales en 1984 à l'université de Cocody avec mention assez-bien. Elle rejoint ensuite la France pour continuer ses études et obtient un diplôme d'études approfondies en écologie générale avec la mention très honorable à l'Université Paris XI. De 1986 à 1989, elle fait un doctorat en sciences (écologie générale) dans la même université. Elle devient professeure titulaire d'écologie générale par le Conseil africain et malgache pour l'enseignement supérieur (CAMES) en 2013.
Elle est auteure de plusieurs publications scientifiques. Parmi ses compétences et ses domaines de recherches, il y a entre autres l'environnement et le développement durable, l'écotoxicologie, les écosystèmes et la santé humaine, la biodiversité, le leadership féminin et les droits humains.

### Expérience professionnelle
Abiba Tidou Sanogo est cheffe de la cellule des études de l’Université de Cocody chargée de la coopération extérieure de 1993 à 2000. Elle est également de 1997 à 2014 responsable du groupe de travail en écotoxicologie à l’Unité de formation et de recherche (UFR) des sciences et gestion de l'Environnement (SGE) de l’Université Nangui-Abrogoua. Elle occupe ensuite le poste de vice-doyen chargée de la Pédagogie, de la Recherche et de la Coopération de cette même université de 2000 à 2003. 
Par la suite, elle devient présidente et membre Fondatrice de l’Association des Femmes chercheuses de Côte d’Ivoire (AFEMC-CI).
Elle occupe les postes de directrice de la coopération internationale, conseillère technique et de Secrétaire de la Commission nationale de l’Organisation islamique pour l’éducation, les sciences et la culture au titre du ministère chargé de l’enseignement supérieur et de la recherche scientifique. Elle est aussi vice-présidente de la Coalition des Femmes Leaders de Côte d’Ivoire (CfelCI).
En 2014, elle est nommée présidente de l’Université Jean-Lorougnon-Guédé (UJLoG) de Daloa en Côte d’Ivoire,, fonction qu'elle assure jusqu'en 2023.
À partir de 2018, elle occupe la fonction de Présidente de la Conférence des recteurs des universités francophones d'Afrique et de l'océan Indien (CRUFAOCI).

## Militantisme politique
Abiba Tidou Sanogo est membre du Rassemblement des houphouëtistes pour la démocratie et la paix (RHDP), elle est la présidente des femmes du parti de Sinfra dans la région de la Marahoué, elle est par ailleurs candidate aux élections municipales de 2023 pour le compte de son parti à Sinfra.

## Vie privée
Abiba Tidou Sanogo est mariée et mère de trois enfants.

## Publications
- Tidou Abiba Sanogo, Évaluation de l'impact d'une pollution des eaux par deux insecticides (lindane et deltaméthrine) sur la dynamique des peuplements zooplanctoniques (principalement Cladocères) en milieu lentique, Paris, 1989 (lire en ligne)
- Abiba Sanogo Tidou, « Evaluation de la toxicité d’une pollution organique urbaine sur le tilapia lagunaire Sarotherodon melanotheron Rüppell, 1852 : étude expérimentale », Science et technique, Sciences naturelles et agronomie, vol. 30, no 2,‎ juillet-décembre 2008, p. 57-66 (lire en ligne [PDF])

## Distinctions
- 2010 : Chevalier de l’ordre du Mérite de l’Éducation nationale de Côte d’Ivoire (2010)[1],[3]
- 2012 : Chevalier de l’ordre du Mérite ivoirien (2012)[1]
- 2021 : Chevalier dans l'ordre du mérite de l'Ordre international des palmes académiques du Cames (Oipa/Cames)[9],[10]
- 2022 : Officier de l'ordre du Mérite de la fonction publique[11],[2]